# Сан Джулиано дел Санио
Сан Джулиа̀но дел Са̀нио (на италиански: San Giuliano del Sannio) е село и община в Южна Италия, провинция Кампобасо, регион Молизе. Разположено е на 621 m надморска височина. Населението на общината е 1065 души (към 2010 г.).